# Adam Vinatieri
Adam Matthew Vinatieri (* 28. Dezember 1972 in Yankton, South Dakota) ist ein ehemaliger US-amerikanischer American-Football-Spieler auf der Position des Kickers. Aufgrund seiner spielentscheidenden Kicks in zwei Super Bowls wird er als einer der besten Kicker in der Geschichte der NFL angesehen.
Er spielte in der National Football League (NFL) zehn Jahre lang für die New England Patriots und anschließend vierzehn Saisons für die Indianapolis Colts. Mit den Patriots stand Vinatieri in vier Super Bowls, von denen er und sein Team drei gewannen und er bei den Siegen im Super Bowl XXXVI und im Super Bowl XXXVIII das entscheidende Field Goal in den letzten Sekunden schoss. Mit Indianapolis gewann Vinatieri den Super Bowl XLI. Insgesamt erzielte er in seiner Karriere 2673 Punkte und ist damit aktueller Rekordhalter in der NFL. Vinatieri ist ein Cousin dritten Grades von Evel Knievel.

## Highschool und College
Vinatieri ging bis 1991 auf die Central High School von Rapid City in South Dakota. Er interessierte sich zu dieser Zeit nicht nur für Football, sondern ebenso für Fußball und Ringen. Im Jahr seines Abschlusses wurde er als erster Spieler der Highschool als bester Kicker des Staates ausgezeichnet.
Nach der Highschool wurde er ursprünglich von der Army rekrutiert, um am College der Army Football zu spielen. Hier blieb er jedoch nur einige Wochen und wechselte daraufhin „nach Hause“ zur South Dakota State University. Neben seiner Position als Kicker wurde Vinatieri auch als Punter eingesetzt. Das College verließ er 1995 mit einer erreichten Punktzahl von 185, was der höchste auf der Universität erzielte Wert für einen Kicker ist. Sein jüngerer Bruder Beau spielte Kicker an der Black Hills State University, bis auch er 2003 seinen Abschluss erhielt.

## Leben als Profi

### In Europa
Nachdem Vinatieri 1995 vom College entlassen worden war, bekam er von den Amsterdam Admirals aus der NFL Europe einen Vertrag – zunächst immer noch als Kicker und Punter.

### In den USA
Nach ausschließlich guten Leistungen bei den Admirals verpflichteten die Patriots Vinatieri 1996 als Kicker. In seiner ersten Saison als NFL-Profi kam er direkt in den Super Bowl (XXXI), welchen die Patriots jedoch mit 35:21 gegen die Green Bay Packers verloren.
Während der nächsten Jahre reifte Vinatieri immer mehr zum Leistungsträger. In den Play-offs der Saison 2001 erzielte er während eines Blizzards gegen die Oakland Raiders zunächst das ausgleichende 13:13 und später in der Verlängerung auch das 16:13 und damit den Sudden Death für die Raiders. Der erste Kick aus 45 Yards Entfernung wird aufgrund des Windes und des starken Schneefalls als einer der spektakulärsten und besten Kicks angesehen, den man jemals auf einem Footballfeld gesehen hat.
Bei den Super Bowls XXXVI und XXXVIII spielte Vinatieri die entscheidende Rolle. Beim ersten Erfolg schoss er bei auslaufender Uhr aus 48 Yards ins Tor der St. Louis Rams zum 20:17. Dieser Erfolg ist gerade bei den Anhängern der Rams insofern umstritten, als dass die Spieluhr auch nach dem Passieren des Balles der Torstangen weiterlief, obwohl sie dabei eigentlich hätte gestoppt werden müssen. So wären den Rams noch zwei Sekunden übriggeblieben, um einen eigenen Spielzug zu starten und die kleine Chance auf den Sieg zu wahren.
Zwei Jahre später kam es zu beinahe genau derselben Situation, als die Patriots gegen die Carolina Panthers antraten und es wenige Sekunden vor Schluss 29:29 stand. Vinatieri versenkte aus 41 Yards. Mit diesen beiden Aktionen ist Adam Vinatieri der erste Kicker, der in zwei Super Bowls die Schlüsselfigur für den Ausgang des Spiels war. Ein weiteres Jahr später erzielten die Patriots noch einen Erfolg im Super Bowl, allerdings musste Vinatieri hier nicht kurz vor Schluss zum Schuss antreten.
Nach der Saison 2005 entließen die Patriots Vinatieri als Free Agent. Das blieb er bis zum 22. März 2006, als er von den Indianapolis Colts für fünf Jahre verpflichtet wurde. Er erhielt allein 3,5 Millionen US-Dollar dafür, seine Unterschrift unter den Vertrag gesetzt zu haben. Dort gewann er mit den Colts den Super Bowl XLI, bei dem er drei Field Goals und zwei Points after Touchdown verwandelte. In der vierten Woche der Saison 2018 erzielte er im Spiel gegen die Houston Texans sein 566. Field Goal und überholte damit den bisherigen NFL-Rekordhalter Morten Andersen. Am 10. Spieltag überbot er auch Andersens Rekord von 2544 erzielten Punkten. In Indianapolis spielte Vinatieri bis 2019. Nachdem er in der Saison 2020 kein neues Team gefunden hatte, gab er am 26. Mai 2021 sein Karriereende bekannt. Es gibt Spekulationen, ob Vinatieri so schnell wie möglich (also fünf Jahre nach seinem Karriereende) in die Pro Football Hall of Fame aufgenommen wird, wo derzeit nur zwei weitere Kicker, Jan Stenerud und Morten Andersen, einen Platz besitzen. Er kam in seiner Karriere in 32 Play-off-Spielen zum Einsatz, nur Tom Brady stand häufiger in Spielen der Postseason zum Einsatz.

## Auszeichnungen
Vinatieri wurde dreimal in den Pro Bowl berufen, nämlich 2002, 2004 und 2014. Des Weiteren wurde er in denselben Jahren auch in das All-Pro First Team der Associated Press berufen. Er ist Mitglied im NFL 2000s All-Decade Team.

## Statistiken
| Legende | Legende            |
| ------- | ------------------ |
|         | Super-Bowl-Sieg    |
|         | NFL-Rekord         |
|         | Führt die Liga an  |
| Bold    | Karriere-Bestmarke |

### Hauptrunde
| Saison   | Team     | Spiele | Field Goals | Field Goals | Field Goals | Field Goals | Extra Points | Extra Points | Extra Points | Scoring |
| Saison   | Team     | Spiele | FGA         | FGM         | Lng         | FG%         | XPA          | XPM          | XP%          | Punkte  |
| -------- | -------- | ------ | ----------- | ----------- | ----------- | ----------- | ------------ | ------------ | ------------ | ------- |
| 1996     | NE       | 16     | 35          | 27          | 50          | ,771        | 42           | 39           | ,929         | 120     |
| 1997     | NE       | 16     | 29          | 35          | 52          | ,862        | 40           | 40           | 1,000        | 115     |
| 1998     | NE       | 16     | 39          | 31          | 55          | ,795        | 32           | 32           | 1,000        | 127     |
| 1999     | NE       | 16     | 33          | 29          | 53          | ,788        | 30           | 29           | ,967         | 107     |
| 2000     | NE       | 16     | 33          | 27          | 53          | ,818        | 25           | 25           | 1,000        | 106     |
| 2001     | NE       | 16     | 30          | 24          | 54          | ,800        | 42           | 41           | ,976         | 113     |
| 2002     | NE       | 16     | 30          | 27          | 57          | ,900        | 36           | 36           | 1,000        | 117     |
| 2003     | NE       | 16     | 34          | 25          | 48          | ,735        | 38           | 37           | ,974         | 112     |
| 2004     | NE       | 16     | 33          | 31          | 48          | ,939        | 48           | 48           | 1,000        | 141     |
| 2005     | NE       | 16     | 25          | 31          | 49          | ,800        | 41           | 40           | ,976         | 100     |
| 2006     | IND      | 13     | 28          | 25          | 48          | ,893        | 38           | 38           | 1,000        | 113     |
| 2007     | IND      | 16     | 39          | 29          | 39          | ,793        | 51           | 49           | ,961         | 118     |
| 2008     | IND      | 16     | 25          | 20          | 52          | ,800        | 43           | 43           | 1,000        | 103     |
| 2009     | IND      | 6      | 9           | 7           | 48          | ,778        | 18           | 17           | ,944         | 38      |
| 2010     | IND      | 16     | 28          | 26          | 48          | ,929        | 51           | 51           | 1,000        | 129     |
| 2011     | IND      | 16     | 27          | 23          | 53          | ,852        | 24           | 24           | 1,000        | 93      |
| 2012     | IND      | 16     | 33          | 26          | 53          | ,788        | 37           | 37           | 1,000        | 115     |
| 2013     | IND      | 15     | 40          | 35          | 52          | ,875        | 34           | 34           | 1,000        | 139     |
| 2014     | IND      | 16     | 31          | 30          | 53          | ,968        | 50           | 50           | 1,000        | 140     |
| 2015     | IND      | 16     | 27          | 25          | 55          | ,926        | 35           | 32           | ,914         | 107     |
| 2016     | IND      | 16     | 31          | 27          | 55          | ,871        | 44           | 44           | 1,000        | 125     |
| 2017     | IND      | 15     | 34          | 29          | 54          | ,853        | 24           | 22           | ,916         | 109     |
| 2018     | IND      | 16     | 27          | 23          | 54          | ,852        | 47           | 44           | ,936         | 113     |
| 2019     | IND      | 12     | 25          | 17          | 55          | ,680        | 28           | 22           | ,786         | 73      |
| Karriere | Karriere | 365    | 715         | 599         | 57          | ,838        | 898          | 874          | ,973         | 2.673   |

### Playoffs
| Saison   | Team     | Spiele | Field Goals                             | Field Goals                             | Field Goals                             | Field Goals                             | Extra Points                            | Extra Points                            | Extra Points                            | Scoring                                 |
| Saison   | Team     | Spiele | FGA                                     | FGM                                     | Lng                                     | FG%                                     | XPA                                     | XPM                                     | XP%                                     | Punkte                                  |
| -------- | -------- | ------ | --------------------------------------- | --------------------------------------- | --------------------------------------- | --------------------------------------- | --------------------------------------- | --------------------------------------- | --------------------------------------- | --------------------------------------- |
| 1996     | NE       | 3      | 3                                       | 2                                       | 29                                      | ,667                                    | 9                                       | 9                                       | 1,000                                   | 15                                      |
| 1997     | NE       | 2      | 5                                       | 3                                       | 46                                      | ,600                                    | 2                                       | 2                                       | 1,000                                   | 11                                      |
| 1998     | NE       | 1      | 1                                       | 1                                       | 27                                      | 1,000                                   | 1                                       | 1                                       | 1,000                                   | 4                                       |
| 2001     | NE       | 3      | 7                                       | 6                                       | 48                                      | ,857                                    | 6                                       | 6                                       | 1,000                                   | 24                                      |
| 2003     | NE       | 3      | 10                                      | 7                                       | 46                                      | ,700                                    | 6                                       | 6                                       | 1,000                                   | 27                                      |
| 2004     | NE       | 3      | 5                                       | 5                                       | 48                                      | 1,000                                   | 10                                      | 10                                      | 1,000                                   | 25                                      |
| 2005     | NE       | 2      | 3                                       | 2                                       | 40                                      | ,667                                    | 7                                       | 7                                       | 1,000                                   | 11                                      |
| 2006     | IND      | 4      | 15                                      | 14                                      | 51                                      | ,933                                    | 7                                       | 7                                       | 1,000                                   | 49                                      |
| 2007     | IND      | 1      | 1                                       | 1                                       | 46                                      | 1,000                                   | 3                                       | 3                                       | 1,000                                   | 6                                       |
| 2008     | IND      | 1      | 1                                       | 1                                       | 43                                      | 1,000                                   | 2                                       | 2                                       | 1,000                                   | 5                                       |
| 2009     | IND      | 0      | spielte nicht aufgrund einer Verletzung | spielte nicht aufgrund einer Verletzung | spielte nicht aufgrund einer Verletzung | spielte nicht aufgrund einer Verletzung | spielte nicht aufgrund einer Verletzung | spielte nicht aufgrund einer Verletzung | spielte nicht aufgrund einer Verletzung | spielte nicht aufgrund einer Verletzung |
| 2010     | IND      | 1      | 3                                       | 3                                       | 50                                      | 1,000                                   | 1                                       | 1                                       | 1,000                                   | 10                                      |
| 2012     | IND      | 1      | 4                                       | 3                                       | 52                                      | ,750                                    | 0                                       | 0                                       | –                                       | 9                                       |
| 2013     | IND      | 2      | 3                                       | 3                                       | 37                                      | 1,000                                   | 8                                       | 8                                       | 1,000                                   | 17                                      |
| 2014     | IND      | 3      | 7                                       | 5                                       | 53                                      | ,714                                    | 6                                       | 6                                       | 1,000                                   | 21                                      |
| 2018     | IND      | 2      | 1                                       | 0                                       | –                                       | ,000                                    | 5                                       | 4                                       | ,800                                    | 4                                       |
| Karriere | Karriere | 32     | 69                                      | 56                                      | 53                                      | ,812                                    | 71                                      | 70                                      | ,986                                    | 238                                     |

„Führt die Liga an“ wird bei der Kategorie XP% nicht angezeigt, da es jedes Jahr mehrere Spieler mit 100 % gibt.